# Robra
Robra (llamada oficialmente San Pedro Fiz de Robra) es una parroquia y una aldea española del municipio de Otero de Rey, en la provincia de Lugo, Galicia.

## Otras denominaciones
La parroquia también es conocida por el nombre de San Pedro Félix de Robra.

## Organización territorial
La parroquia está formada por once entidades de población, constando seis de ellas en el anexo del decreto en el que se aprobó la actual denominación oficial de las entidades de población de la provincia de Lugo:

### Entidades de población
Entidades de población que forman parte de la parroquia:
- Alvite
- Brandián
- A Corredoira
- A Franca
- Francos
- Penelas
- As Pontellas
- Robra

### Despoblados
Despoblados que forman parte de la parroquia:
- Barciela
- Leiros Largos
- Piago

## Demografía

### Parroquia
| Gráfica de evolución demográfica de Robra (parroquia) entre 2000 y 2020 |
|                                                                         |
| Datos según el nomenclátor publicado por el INE.                        |

### Aldea
| Gráfica de evolución demográfica de Robra (aldea) entre 2000 y 2020 |
|                                                                     |
| Datos según el nomenclátor publicado por el INE.                    |